# Ichneumon pictifrons
Ichneumon pictifrons är en stekelart som beskrevs av Cresson 1864. Ichneumon pictifrons ingår i släktet Ichneumon och familjen brokparasitsteklar. Inga underarter finns listade i Catalogue of Life.